# Karate
Karate — четвертий студійний альбом польського блюз-рокового гурту Breakout, найуспішніший в кар'єрі гурту. Платівка за рік після випуску набула золотого статусу. Рік видання — 1972.

## Перелік пісень
1. Daję ci próg
2. Takie moje miasto jest
3. Nocą puka ktoś
4. Powiedzmy to
5. Rzeka dzieciństwa
6. Jest gdzieś taki dom
7. Śliska dzisiaj droga
8. Zaprowadzić ciebie muszę tam
9. Karate

## Склад гурту
- Тадеуш Налепа — гітара, вокал, гармоніка
- Єжи Голенівський — бас-гітара
- Тадеуш Тржинський — гітара
- Юзеф Гайдаш — ударні, перкусія